# Шевченко Георгій Петрович
Шевче́нко Гео́ргій Петро́вич (літературний псевдонім «Шевченко-Грай») (31 березня 1937, с. Зелене — 11 лютого 2020, м. Чернівці) — український письменник, журналіст, член Національної спілки журналістів України та Національної спілки письменників України.

## Біографія
Георгій Шевченко народився 31 березня 1937 року в селі Зелене Компаніївського району Кіровоградської області. Навчався у Першотравенській СШ. Закінчив Бобринецький сільськогосподарський технікум, у 1979 році — Уманський сільськогосподарський інститут.
Працював агрономом Шостаківської машинно-тракторної станції Кіровоградської області, кореспондентом газет «Серп і молот» Знам'янського і «Зоря комунізму» Кіровоградського району, редактором радіогазети «Голос хлібороба» Кіровоградського району, кореспондентом обласного радіо, калібрувальником заводу з переробки кукурудзи, відповідальним секретарем газети «Прапор перемоги» Жовтневого району Миколаївської області, директором будинку відпочинку трудящих заводу «Океан» цієї ж області, заступником редактора Єланецької районної газети Миколаївської області.
З 1983 року жив і працював у Чернівцях: був кореспондентом газети «Радянська Буковина», ведучим програм телеканалу ТВА, редактором газет «Джерела Буковини», «Відродження», співробітником обласної Книги пам'яті.

## Твори
- Молода зміна: Поезії (1995).
- Веселики: Поезії. — Дніппопетровськ: Промінь, 1970.
- Моя магістраль: Поезії. — Київ: Радянський письменник, 1978.
- Харко Чепіга. — Чернівці: Буковина,1992.
- Лелеча пам'ять: Поезії, поеми. — Чернівці: Прут, 1996. — ISBN 966-560-030-3.
- Дивина молодого вина]: Поезії. — Чернівці: Зелена Буковина, 1999.
- Веселий березень: Вірші. — Чернівці: Золоті литаври, 2002.
- На чорнім базальті болю: поезії. -Чернівці: Місто, 2005. — ISBN 966-8341-42-2.
- Білий кінь Івана Іваніва: Повісті, оповідання, новели. — Чернівці: Золоті литаври, 2006.
- Неприборканий вигнанець: Роман. -Чернівці: Золоті литаври, 2007. — ISBN 978-966-2951-10-3.
- Свято першого яєчка: Вірші. -Чернівці: Місто, 2008.- ISBN 978-966-2951-31-8.
- Яєчня під ліфчиком: Гумор та сатира. — Чернівці: Золоті литаври, 2012. — ISBN 996-407-012-3.
- Лісові жмурки: Вірші для дітей середнього шкільного віку.- Чернівці: Видавничий дім «Букрек», 2012. — 20 с.: іл. — ISBN 978-966-399-443-7.
- Поет у законі [Шевченко-Грай Георгій Петрович]. — Чернівці: Місто, 2014. — 236 с. — ISBN 978-617-652-060.

### Твори у колективних збірниках
- Молода пісня. — Дніпропетровськ: Промінь,1965.
- Вітрила. — Київ: Молодь,1971.
- П'яте колесо: Антологія сміху.- Кіровоград: Мавік, 2002.
- Ai caduti di le guerre: Поезії. — Мілан: Artecultura, 2002.
- Українська ластівка. — Чернівці: Просвіта,2004.

## Відзнаки, нагороди
- Диплом секретаріату НСЖУ (1977).
- Почесна грамота Чернівецької облдержадміністрації (1977).
- Дипломант конкурсу «Поезія за мир» (2002).
- Медаль «Поезія за мир» (Мілан, Італія, 2002).
- Лауреат літературно-мистецької премії імені Сидора Воробкевича (2010).

## Про Георгія Шевченка
- Брозинський М. З роси Вам і води: посвята до 70-річчя поета і прозаїка Георгія Шевченка // Молодіжний мередіан.- 2007. — січень-лютий (№ 1).
- З роси Вам і води! [Георгію Шевченку — 70] / М.Брозинський. Літа на долоні. Журналістика: нариси, статі, нотатки.- Чернівці: Видавничий дім «Букрек», 2010.- С. 63-65.
- Васильківський В. У дитячому дивосвіті // Буковина. — 2002. — 19 червня.
- Васильківський В. На лірично-драматичній хвилі // Буковина. — 2005.- 30 березня.
- Гончаренко В. Цвітуть небесні тихі небеса… // Народне слово.- 1997. — 12 квітня. С.3.
- Гусар Ю. Молоде вино серед зими // Правдивий поступ.- 2001.
- Гусар Ю. Повернення осені на весну: Штрихи до портрета Георгія Шевченка. — Чернівці // Правдивий поступ. −2007.
- Дячков В. Чекання дива і біль любові: Передмова до книги Г. Шевченка «Лелеча пам'ять».
- Дячков В.Чекання дива і любові // Буковина. — 1996. — 9 жовтня.
- Дячков В. Сторінки козацької слави // Буковина.
- Могилюк В. Тут диха спокій… // Кіровоградська правда. — 2000. — 9 листоп. (№ 127).
- Могилюк В. «А йти ще треба ген за небокрай» / В. Могилюк // Народне слово.- 2003. — 22 трав. (№ 53). — С. 3.
- Могилюк В. "… В рідний степ, як блудний син…) / В. Могилюк // Нородне слово. — 2005. — 16 червня (№ 65). — С.4.
- Гусар Ю. Мчить до слова на білому неприборканому коні: [31 березня — 75 років від дня народження письменника Георгія Петровича Шевченка]/ Юхим Гусар // Буковинське віче. — 2012. — 30 березня (№ 23. — С. 4.
- Гусар Ю. Линуть слова, як п'ється молоде вино / Ю. Гусар // Кіровоградська правда. 2012. 3 квіт. (№ 24) С. 7.